# Plinio Corrêa de Oliveira
Plinio Corrêa de Oliveira (San Paolo, 13 dicembre 1908 – San Paolo, 3 ottobre 1995) è stato uno storico, politico, filosofo e giornalista brasiliano e un cattolico tradizionalista.
Pensatore controrivoluzionario, è noto per esser il fondatore dell'associazione Tradizione, Famiglia e Proprietà (TFP), nota ufficialmente come "Società Brasiliana per la Difesa della Tradizione, Famiglia e Proprietà" (in portoghese "Sociedade Brasileira de Defesa da Tradição, Família e Propriedade").

## Biografia
Di origini aristocratiche - i Corrêa de Oliveira erano membri dell'aristocrazia rurale dello Stato di Pernambuco e i Riberos dos Santos, la famiglia della madre Lucilia, discendevano dai fondatori della città di San Paolo, i cosiddetti "paulisti di quattrocento anni" - a 10 anni entrò nel liceo «San Luigi», una scuola diretta dai padri Gesuiti, e in seguito si iscrisse alla facoltà di Giurisprudenza dell'università della sua città.
A 24 anni fu eletto all'Assemblea costituente nella lista della Lega Elettorale Cattolica, divenendo il deputato più giovane e più votato del paese. Successivamente gli fu affidata la cattedra di docente di Storia moderna e Contemporanea nella facoltà di Filosofia, Scienze e Lettere della Pontificia Università Cattolica di San Paolo.
Nel 1928 entrò a far parte delle Congregazioni Mariane, allora fulcro del movimento cattolico, delle quali divenne presto un leader.
Dal 1935 diresse il settimanale cattolico "O Legionário", che poi sarebbe diventato l'organo ufficioso dell'arcidiocesi di San Paolo, portandolo a diventare il maggior settimanale cattolico brasiliano. Nel 1940 fu nominato presidente dell'Azione Cattolica di San Paolo e tre anni dopo scrisse il pamphlet In Difesa dell'Azione Cattolica, nel quale denunciava l'esistenza in questa organizzazione di correnti cattolico-democratiche e "neomoderniste" che in campo socioeconomico incoraggiavano la lotta di classe, il marxismo, e avrebbero sminuito l'autorità della Chiesa. Il libro, sebbene fosse stato approvato dal clero locale e anche dalla Santa Sede, trovò diverse opposizioni, provenienti soprattutto dagli stessi ambienti cattolici, che determinarono nel 1947 l'allontanamento di Corrêa dalla direzione de O Legionário.
Successivamente contribuì alla nascita del mensile "Catolicismo" e scrisse anche per alcuni quotidiani e settimanali locali.

Plinio Corrêa de Oliveira pronuncia un discorso al Congresso Eucaristico di San Paolo nel 1942.

Nel 1959 scrisse il saggio di teologia della storia che lo rese famoso, Rivoluzione e Contro Rivoluzione, nel quale analizzava la "grande crisi secolarizzante" dell'Occidente cristiano fino ai nostri giorni e delineava un programma di "restaurazione dell'ordine", inteso come "la pace di Cristo nel regno di Cristo, ossia la Civiltà Cristiana, austera e gerarchica, fondamentalmente sacra, anti-egualitaria e antiliberale".
Nel 1960 fondò la Società Brasiliana per la Difesa della Tradizione, Famiglia e Proprietà (TFP), cui si sarebbe dedicato completamente sino alla morte.
Il 2 febbraio 1975 rimase ferito in un incidente stradale.
Il 18 aprile 1985 la Conferenza Episcopale Brasiliana dichiarò in un comunicato stampa che per "il carattere esoterico, il fanatismo religioso, il culto nei confronti del capo e fondatore, l'abuso del nome di Maria Santissima" il movimento Tradizione, Famiglia e Proprietà, fondato e presieduto da Corrêa, non era in comunione con la Chiesa cattolica. La TFP rispose con un comunicato, pubblicato su diversi giornali brasiliani, in cui affermò la propria obbedienza alle gerarchie ecclesiastiche, ma sostenendo che la nota della Conferenza episcopale contenesse un "cumulo di affermazioni prive di realtà e di giudizi unilaterali e appassionati" dichiarando che fosse "indispensabile specificare fatti ed esibire prove".
Morì il 3 ottobre 1995 a San Paolo, dopo aver ricevuto la benedizione pontificia. Sulla sua tomba dispose che fosse scritta l'epigrafe: «Plinio Corrêa de Oliveira, vir totus catholicus et apostolicus, plene romanus» ("Plinio Corrêa de Oliveira, uomo totalmente cattolico e apostolico, pienamente romano").
Di lui, oltre i numerosi libri e scritti, è rimasto il Testamento spirituale, in cui ringrazia "la Madonna del favore di aver vissuto fin dai miei primi giorni, e di morire, come spero, nella Santa Chiesa, alla quale ho votato, voto e spero di votare fino all'ultimo anelito, assolutamente tutto il mio amore".

## Opere
- In difesa dell'Azione Cattolica (1943)
- Rivoluzione e Contro Rivoluzione (1959)
- Riforma agraria questione di coscienza (1960)
- La libertà della Chiesa nello Stato comunista (1963)
- Trasbordo ideologico inavvertito e dialogo (1965)
- Gruppi occulti tramano la sovversione nella Chiesa (1969)
- Il crepuscolo artificiale del Cile cattolico (1973)
- La Chiesa di fronte alla montante minaccia comunista - Appello ai vescovi silenziosi (1976)
- Tribalismo indigeno, ideale comunista-missionario per il Brasile nel secolo XXI (1977)
- Incitamento alla guerriglia rivolto dai sandinisti “cristiani” alla sinistra cattolica (1980)
- Sono cattolico: posso essere contro la Riforma agraria? (1981)
- Il socialismo autogestionario, rispetto al comunismo, barriera o testa di ponte? (1981)
- Le CEB... molto se ne parla, nessuno le conosce. La TFP rivela cosa sono (1982)
- La proprietà privata e la libera iniziativa nella bufera agro-riformista (1985)
- La risposta della verità. La TFP senza segreti (1985)
- In Brasile: la riforma agraria fonte di miseria per le campagne e le città (1986)
- Il progetto di nuova costituzione angustia il Paese (1987)
- Via crucis. Due meditazioni (1991)
- Nobiltà ed élites tradizionali analoghe nelle allocuzioni di Pio XII al patriziato ed alla nobiltà romana (1993)
- Autoritratto filosofico (1997, post-mortem)
- Cristianità: carattere sacrale della società temporale (1998, post-mortem)